# Hydrotaea pallicornis
Hydrotaea pallicornis este o specie de muște din genul Hydrotaea, familia Muscidae. A fost descrisă pentru prima dată de Adrian C. Pont în anul 1973. Conform Catalogue of Life specia Hydrotaea pallicornis nu are subspecii cunoscute.